# Elaphropoda nuda
Elaphropoda nuda là một loài Hymenoptera trong họ Apidae. Loài này được Radoszkowski mô tả khoa học năm 1882.